# Дещо про неї
Дещо про неї — комедійний фільм 2005 року.

## Сюжет
Романтична комедія про молоду успішну жінку, життя якої перетворюється на повний сумбур, після того як її друг випадково проговорюється по телебаченню про те, що в свої двадцять п'ять вона все ще незаймана. Тепер всі чоловіки міста полюють за нею, жінки намагаються помститися за грубий прорахунок її друга. Починається справжнісінька війна статей, яка заходить занадто далеко. Все це змушує героїню замислитися про свої романтичні ідеали і переглянути ставлення до чоловіків. Наша героїня — справжній романтик. Чи зможе вона після всього, що сталося, як і раніше вірити в любов?